# Брегалнишки народоосвободителен партизански отряд „Гоце Делчев“
Брегалнишки народоосвободителен партизански отряд „Гоце Делчев“ е комунистическа партизанска единица във Вардарска Македония, участвала във въоръжената комунистическа съпротива във Вардарска Македония по време на Втората световна война.
Създаден на 19 май 1943 година в местността Пчеларник. Състои се от 8 души. Отрядът е създаден по идея на Покрайненския комитет на ЮКП за Македония и Вера Ацева като член на комитета определя оперативното ръководство и района на действие на отряда. Отрядът тръгва към базата на планината Плачковица, но българската полиция им влиза в следите и на 21 май при Върши дол отрядът е разбит. В сражението загиват Ванчо Пъркев, Тодор Арсов и Александър Митрев. Успяват да се измъкнат Гошо Сламков и Митко Ушински, а Ванчо Китанов, Никола (Коле) Нехтенин и Митко Цеков са арестувани и по-късно убити.

## Командване
- Тодор Арсов – политически комисар
- Ванчо Пъркев – политически комисар